# Resolució 1065 del Consell de Seguretat de les Nacions Unides
La Resolució 1065 del Consell de Seguretat de les Nacions Unides fou adoptada per unanimitat el 12 de juliol de 1996. Després de reafirmar totes les resolucions sobre Geòrgia, en particular la 1036 (1996), el Consell ha discutit els esforços d'un arranjament polític entre Geòrgia i Abkhàzia i va estendre el mandat de la Missió d'Observació de les Nacions Unides a Geòrgia (UNOMIG) fins al 31 de gener de 1997.
El Consell va expressar preocupació per la falta d'avanç en les converses entre ambdues parts, sobretot a causa de la posició adoptada per la part d'Abkhàzia. L'Acord d'Alto el Foc i Separació de Forces era generalment respectat per ambdues parts. Tot i reconèixer que la UNOMIG i les forces de [manteniment de la pau de la Comunitat d'Estats Independents (CEI) han contribuït en gran manera a la situació de seguretat, s'ha produït un deteriorament de la situació al districte de Gali.
Les negociacions per resoldre el conflicte es van retardar. La resolució referma la integritat territorial, la sobirania i la independència de Geòrgia, i la necessitat de definir Abkhàzia dins d'aquests principis. També es va prendre nota del dret de tots els refugiats i persones desplaçades a tornar a casa amb seguretat i els intents de la part abkhaz d'obstaculitzar aquest procés van ser condemnats. Els canvis demogràfics com a resultat del conflicte eren inacceptables, així com els homicidis i la violència per motius ètnics, i la col·locació de mines terrestres.
El mandat de la UNOMIG es va ampliar fins al 31 de gener de 1997 i hauria de ser revisat el mandat del canvi de la força de manteniment de la pau de la CEI. Finalment es va demanar al secretari general Boutros Boutros-Ghali que en els tres mesos següents que informi sobre la situació a Abkhàzia i les operacions de la UNOMIG.